# Tratado de Vivanco-Pareja
El Tratado de Vivanco-Pareja, oficialmente Tratado preliminar de Paz y Amistad entre Perú y España, fue firmado a bordo de la fragata española Villa de Madrid frente al puerto peruano del Callao el 27 de enero de 1865 por los representantes de Perú y España, Manuel Ignacio de Vivanco y José Manuel Pareja respectivamente. El acuerdo tenía por objetivo resolver concertadamente las diferencias que existían hasta entonces entre ambos países y que se habían agravado en extremo tras el incidente de Talambo y la ocupación española de las islas Chinchas, fuente principal de las recaudaciones fiscales peruanas provenientes de la exportación del guano y otra condición la cual fue el pago de una indemnización de 3 millones de pesos al Estado español por los gastos de este país 
El presidente peruano Juan Antonio Pezet encargó a Vivanco negociar el término de la ocupación, en vista de que a la Armada de Perú no podría expulsar a los invasores.
Las negociaciones se llevaron a cabo secretamente en la fragata española Vencedora a partir del 24 de diciembre de 1864. Posteriormente, ante la negativa del Congreso del Perú a ratificar el tratado, Pezet lo hizo por decreto. Fue el comienzo de la Guerra civil peruana de 1865.
Tras la desocupación de las islas peruanas, la flota española bloqueó el puerto chileno de Valparaíso, dando comienzo a la Guerra hispano-sudamericana.

## Historia
El sitio web del Congreso del Perú informa que el canciller informó en sesión del 25 de enero que Pareja había entregado dos proyectos de tratado a Vivanco, y que firmaría cualquiera de ellos.
El primero el Perú debía acreditar un Ministro ante la Corte española, una vez que las desavenencias se resolvieran. Dicho Ministro estaría autorizado para negociar y concluir un Tratado de Paz, Amistad y Comercio, se fijarían las bases para “la liquidación, reconocimiento y pago de las cantidades que por secuestros, confiscación, préstamos de la guerra de la Independencia o cualquier otro motivo deba el Perú a los súbditos de España”. Además, el Gobierno español enviaría al Perú un Comisario para “entablar gestiones o reclamaciones acerca de la causa seguida por el suceso de Talambo”. En el caso de que dicho comisario no llegara a Lima en un término de cuatro meses, las islas de Chincha serían desocupadas inmediatamente. Una vez que las desavenencias entre Perú y España hubieran sido resueltas y se hubieran devuelto las islas de Chincha a nuestro país, la escuadra española se dirigiría al Callao y saludaría al pabellón nacional con 21 cañonazos.
El segundo proyecto se basaba en que el Gobierno español censuraría oficialmente la ocupación de las islas de Chincha y su similar peruano condenaría las acciones en contra de Mazarredo, cuando éste se dirigía a Europa. Una vez cumplidas estas satisfacciones recíprocas, el Gobierno español procedería a entregar las islas al Plenipotenciario peruano.  También enviaría un Comisario para realizar las gestiones y reclamaciones relacionadas al incidente de Talambo(80) .
Por su parte, el Gobierno del Perú autorizaría a su Plenipotenciario en España a negociar y concluir un Tratado de Paz, Amistad, Navegación y Comercio. Allí se fijarían las bases para la liquidación, reconocimiento y pago de las cantidades por secuestros, confiscaciones y préstamos de la guerra de Independencia, y por cualquier otro motivo, de parte del Perú para con súbditos españoles debidamente reconocidos. La séptima cláusula del proyecto, indicaba que el Perú indemnizaría a España con 3 millones de pesos fuertes españoles. Ello cubriría los gastos hechos por el Gobierno español, a raíz de que el Perú se había negado inicialmente a tratar con Hernández Pinzón.
A fines de enero de 1865, (antes del 25) Vivanco entregó al gobierno de Perú un ultimátum:
Comandancia General de la Escuadra del Pacífico. 
El infrascrito, Comandante General de la Escuadra española en las aguas del Pacífico y Plenipotenciario de Su Majestad Católica, tiene el honor de dirigirse al Excmo. Sr. Ministro de Relaciones Exteriores de la República del Perú, para manifestarle, que terminadas que han sido sin ningún resultado las conferencias habidas entre el Plenipotenciario de la República el Excmo. Sr. General D. Manuel Ignacio de Vivanco, y el que suscribe, para llegar a fijar las bases preliminares, de un arreglo justo y equitativo entre el Perú y la España, y siendo necesario poner término al actual conflicto; ha llegado el caso de que el Gobierno de la República, manifieste de una manera categórica, si está dispuesto a aceptar el proyecto de arreglo establecido en las circulares del Excmo. Sr. Ministro de Estado de Su Majestad Católica, dirigidas al Cuerpo Diplomático Español en el extranjero en 25 de junio y 8 de noviembre últimos, y transmitido al Sr. D. Mariano Moreyra Cónsul del Perú en Madrid, autorizado por su Gobierno para este caso en aquella fecha, y posteriormente de una manera confidencial, por el infrascrito, al Excmo. Sr. Gral. Vivanco en 30 de diciembre último, según tuve el honor de manifestar a V.E. en mi comunicación de la misma fecha. El que suscribe, espera por lo tanto, que en el término preciso de cuarenta y ocho horas, se servirá V.E. responder a esta comunicación. 
El infrascrito aprovecha esta ocasión para reiterar a V.E. las seguridades de su más alta y distinguida consideración
El tratado contenía casi todas las exigencias de la antigua potencia colonial:: 74 
- España aceptaba devolver las islas ocupadas (artículo I)
- Perú designaba un ministro en Madrid lo que no implicaba su reconocimiento como país independiente (artículo II)
- Perú aceptaba la llegada de un comisario especial para la investigación del incidente de Talambo (artículo III)
- Se acordó firmar un Tratado de Paz, Amistad, Comercio y Navegación conforme a los términos del gobierno español (artículo IV)
- Perú reconoció supuestas deudas a súbditos españoles a causa de la guerra de independencia (artículo V)
- Perú debía pagar 3 millones de pesos de oro como indemnización por los gastos causados por el conflicto. (artículo VI)

## Consecuencias
El congreso peruano entró en receso y se negó a ratificar el tratado. Entonces el presidente Pezet ratificó el tratado el 2 de febrero de 1865 por decreto. Al día siguiente el Perú retomó el control de las islas Chincha. El 4 de marzo pagó la indemnización. Se envió a Domingo Valle Riestra a Madrid para negociar el tratado de paz y en julio llegó a Perú Ignacio Albistur como comisionado para el asunto Talambo. También fue nombrado representante de Madrid en Lima.
Sin embargo la flota española continuó frente a las costas peruanas, y en febrero nuevamente hubo desórdenes durante la estadía de marinos en el puerto. Esteban Fradera, uno de los acompañantes de Pareja se vio envuelto en una riña con habitantes del Callao, lo que le costó la vida. Otros españoles fueron heridos y las propiedades de algunos inmigrantes peninsulares fueron destruidas. Estos nuevos asuntos se resolvieron con una indemnización de 117.000 soles peruanos y 6.000 para la viuda de Fradera.: 235 
En Arequipa se rebeló Mariano Ignacio Prado contra el presidente Pezet, y comenzó la Guerra civil peruana de 1865 que terminó con la abdicación de Pezet en octubre. Y comenzó la Guerra contra España que terminó con el Combate del Callao, el 2 de mayo de 1866.